# Hermann Deninger
Hermann Deninger (* 18. Oktober 1894 in Lorsbach; † 25. August 1967 in Frankfurt am Main), Konsul des Fürstentums von Monaco, war Rauchwarenkaufmann in Frankfurt am Main. Daneben war er unter anderem Vizepräsident der Industrie- und Handelskammer Frankfurt am Main, Vorsitzender des Landesverbandes der Rauchwarenwirtschaft Frankfurt am Main, Aufsichtsratsvorsitzender der Frankfurter Rauchwaren-Messe-GmbH und Vorsitzender des Bundes deutscher Philatelisten.

## Leben

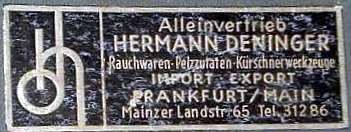
Rauchwaren • Pelzzutaten • Kürschnerwerkzeuge. Firmen-Aufkleber der Nachkriegszeit

Der Vater von Hermann Deninger besaß in Lorsbach im Taunus eine Lederfabrik. Als der Fabrik im Ersten Weltkrieg eine Rauchwarenzurichterei angegliedert wurde, bekam er die ersten Kontakte zur Pelzbranche. Im Jahr 1923 übernahm Hermann Deninger das elterliche Geschäft und entwickelte es zu einem bis zu seinem Tod hoch angesehenen Pelzhandelsunternehmen mit Sitz in der Frankfurter Mainzer Landstraße 65.
Das Unternehmen Deninger war nach dem Zweiten Weltkrieg das einzige bisher schon in Frankfurt am Main ansässige Pelzgroßhandelsunternehmen. Deninger sorgte mit vorausschauendem Weitblick und konsequentem Vorgehen dafür, dass der bis Kriegsende am Leipziger Brühl beheimatete Pelzgroßhandel in Frankfurt rund um die Niddastraße im „neuen Brühl“ wieder ein Domizil fand (siehe dazu Pelzhandelszentrum Niddastraße). Im Jahr 1946 wurde Hermann Deninger 1. Vorsitzender des Landesverbandes der Rauchwarenwirtschaft in Hessen. Von 1950 bis 1956 war er Vorsitzender des Verbandes der deutschen Rauchwaren- und Pelzwirtschaft. Seit der Gründung der Frankfurter Rauchwaren-Messe GmbH im Jahr 1953 war er bis 1956 deren Aufsichtsratsvorsitzender.
Hermann Deninger war zehn Jahre lang Vizepräsident der Frankfurter Industrie- und Handelskammer. Seit dem Jahr 1950 war er Handelsrichter. Er war Mitglied des engeren Vorstands des Landesverbands des Groß- und Außenhandels Hessens.
Sein privates Interesse galt dem Briefmarkensammeln. So war er auch Vorsitzender des Bundes Deutscher Philatelisten e. V. und Vorsitzender der Stiftung zur Förderung der Philatelie und Postgeschichte e. V. Auf diesem Gebiet erhielt er zahlreiche Ehrungen. Die Stiftung zur Förderung der Philatelie und Postgeschichte schuf ihm zu Ehren den Hermann Deninger Literaturpreis. Der Literaturpreis wird für ein einzelnes Werk bzw. dem Lebenswerk eines Autors auf dem Gebiet der Philatelie oder der Postgeschichte verliehen. Der Preis von derzeit € 2000 wird seit 1971 jedes dritte Jahr vergeben.Stand 2017
An Auszeichnungen erhielt Deninger außerdem 1954 das Verdienstkreuz des Verdienstordens der Bundesrepublik Deutschland, 1956 das Große Verdienstkreuz des Verdienstordens und 1960 die Ehrenplakette der Stadt Frankfurt am Main. Im Jahr 1965 wurde er zudem zum Ritter des monegassischen Grimaldi-Ordens ernannt.

## Werke
- Handbuch der abgekürzten vorphilatelistischen Stempel (Nürnberg 1963)